# Lifesick
Lifesick er et dansk metal-hardcoreband, der blev dannet i 2014 i den historiske fæstningsby Fredericia. Gruppen består af fem erfarne musikere med rødder i den danske hardcore- og punkundergrund: Jeppe Skyttegaard Hansen (Mite), Jeppe Riis Frausing (tidl. Road To Manila), Nicolai Lindegaard (tidl. Road To Manila, No Love, Something To Die For, Maury Found Dead), Nikolai Lund (tidl. Spinkick, No Love) og Simon Shoshan (tidl. Wecanwalkonwatertoo, Spinkick, Slamfund).
Bandet har udgivet 4 fuldlængdealbum: 6.0.1. (2015), Swept in Black (2018), der modtog positiv kritik fra både publikum og anmeldere, samt Misanthropy (2022). I 2023 markerede de et nyt kapitel med EP’en Love and Other Lies, som banede vejen for samarbejdet med det legendariske metalselskab Metal Blade Records.
Lifesicks musikalske univers er kendetegnet ved en intens og kompromisløs lyd, der forener elementer fra svensk dødsmetal, moderne hardcore-breakdowns og tydelige referencer til klassiske metalbands som Metallica og Slayer. Tekstmæssigt kredser bandet om eksistentielle temaer som depression, vrede og menneskets kamp i en kaotisk verden. Gruppens udtryk er råt, ærligt og gennemsyret af en mørk, personlig energi.
Deres seneste udgivelse, Loved by None, Hated by All, er et sonisk manifest af bandets udvikling og kunstneriske modenhed. Albummet byder på en sonisk palet af knusende aggression og følelsesmæssig tyngde, og titler som Death Wish, Legacy of Misery, Poems for My Funeral og The Mourning March vidner om et tekstunivers med dybde og sårbarhed.
I arbejdet med albummet har Lifesick samarbejdet med den erfarne producer Jacob Bredahl (Dead Rat Studio), som både stod for indspilningen og bidrog i den kreative udviklingsproces. Mixet blev varetaget af Taylor Young (The Pit), mens det eksperimenterende støjkollektiv John Cxnnor bidrog med industrielle lyddesigns og samples, som yderligere forankrer albummets dystre æstetik.
Bandet har over årene opbygget et solidt live-ry og har spillet mere end 200 koncerter, herunder på prominente scener som Copenhell (2022). De har turneret i Europa med navne som Harley Flanagan (Cro-Mags) og Comeback Kid, og optrådt på Impericon’s Never Say Die Tour sammen med blandt andre Cabal, Nasty, Dagger Threat og Distant.
Lifesick har med Loved by None, Hated by All skabt deres hidtil stærkeste og mest ambitiøse værk. Ifølge bandet selv blev de ti sange skrevet hurtigere end nogensinde før, med en klar vision for både lyd og stemning fra begyndelsen. Deres mål var at skabe et album, der både rammer hårdt live og engagerer lytteren i et mere introspektivt rum. Hver udgivelse fungerer som en slags mørk dagbog – en musikalsk bearbejdning af årets frustrationer og følelser.
I øjeblikket planlægger bandet turnéer i Danmark, Europa og Sydøstasien, og har et særligt fokus på at udvide deres rækkevidde til nye festivaler og markeder – herunder USA. Lifesick udtrykker et stærkt håb om, at albummet vil nå ud til flere og skabe genklang hos dem, der kæmper med mentale helbredsudfordringer. Med afsæt i ærlighed, aggression og en kompromisløs musikalsk vision, står Lifesick stærkere end nogensinde før.

## Diskografi
- 6.0.1. (2015)
- Swept in Black (2018)
- Misanthropy (2022)
- Love and Other Lies (EP) (2024)
- Loved by None, Hated by All (2024)

## Medlemmer

### Nuværende medlemmer
- Nikolai Lund - guitar (2014 - )
- Nicolai Lindegaard - guitar (2014 - )
- Jeppe Riis Frausing - bas (2018 - )
- Simon Shoshan - vokal (2014 - )
- Lasse Skyttegaard Hansen - Trommer (2024 - )

### Tidligere medlemmer
- Jeppe Løwe Hansen - trommer (2014 - 2025)
- Allan Kristiansen - bas (2015 - 2018)